# Cleilton Itaitinga
 (août 2025).
Cleilton Monteiro da Costa, né le 4 octobre 1998 à Fortaleza, plus communément connu sous le pseudonyme de Cleilton Itaitinga ou tout simplement Itaitinga, est un footballeur brésilien.

## Carrière

### FC Sion
Cleilton Itaitinga a disputé 103 matchs avec le FC Sion en première division suisse, inscrivant 16 buts et délivrant 10 passes décisives.

### Pau FC
Le 19 janvier 2021, Itaitinga fait son arrivée au Pau FC en Ligue 2 dans le cadre d'un prêt sans option d'achat,. Il joue son premier match sous le maillot palois le 23 janvier 2021, lors d'une rencontre de face à Troyes, entrant en jeu à la 73e minute en remplacement de Cheikh Sabaly.
Il marque son premier but sous le maillot des Capbourruts le 2 février face à l'Amiens SC.

## Statistiques

### Clubs
| Saison                | Club                  | Championnat             | Championnat | Championnat | Coupe(s) nationale(s) | Coupe(s) nationale(s) | Total | Total |
| Saison                | Club                  | Division                | M.          | B.          | M.                    | B.                    | M.    | B.    |
| 2018-2019             | FC Sion               | Super League            | 9           | 4           | 1                     | 0                     | 10    | 4     |
| 2019-2020             | FC Sion               | Super League            | 25          | 3           | 2                     | 0                     | 27    | 3     |
| 2020-2021             | FC Sion               | Super League            | 9           | 0           | 1                     | 0                     | 10    | 0     |
| 2020-2021             | Pau FC (prêt)         | Ligue 2                 | 18          | 3           | -                     | -                     | 18    | 3     |
| 2021-2022             | FC Sion               | Super League            | 24          | 3           | 1                     | 0                     | 25    | 3     |
| 2022-2023             | FC Sion               | Super League            | 28          | 4           | 3                     | 2                     | 31    | 6     |
| 2023-2024             | FC Sion               | Challenge League League | 0           | 0           | -                     | -                     | 0     | 0     |
| Sous-total            | Sous-total            | Sous-total              | 113         | 17          | 8                     | 2                     | 121   | 19    |
| Total sur la carrière | Total sur la carrière | Total sur la carrière   | 113         | 17          | 8                     | 2                     | 121   | 19    |